# Peberkysten
Peberkysten (engelsk: Pepper Coast eller Grain Coast) er navnet på den vestligste del af Guineakysten, mellem Cape Mesurado og Cape Palmas. Størstedelen af området ligger udenfor Liberia. Kysten har fået navnet på grund af handelen med guineapeber (Aframomum melegueta).
5°12′N 9°30′V / 5.2°N 9.5°V